# 忠臣蔵 風の巻・雲の巻
『忠臣蔵 風の巻・雲の巻』（ちゅうしんぐら かぜのまき・くものまき）は、1991年12月13日にフジテレビ系列で放送された時代劇テレビドラマ。主演：仲代達矢。
元禄赤穂事件を脚色、主に赤穂浪士たちの側から描いた時代劇の定番作品。（仲代の59歳の誕生日当日の放送）。

## 作品概要
浅野内匠頭の勅使饗応役就任から、赤穂城開城までを描く「風の巻」（CM抜きの本編時間・約88分）、大石内蔵助の遊蕩から吉良邸討入の顛末までを描く「雲の巻」（本編・約100分）の二部構成で描かれた単発大作時代劇。本編総時間は3時間を超える、約188分。放送枠は19:30～23:15（225分枠）だった。
　
事前宣伝の際、番組広告キャッチフレーズに「年に一度、日本が帰ってくる。」と謳われた通り、長年親しまれてきた忠臣蔵エピソードを数多く盛り込んで制作された、定番娯楽大作。フジテレビ単体制作作品。
先述通り数々の名場面を盛り込んだ古田求の脚本は娯楽性豊かでありつつも、台詞に侍言葉を用いて格調も漂わせた仕上がりが特徴で、この脚本が後に他の『忠臣蔵』ドラマでも用いられることになった（1996年のフジ系連続ドラマ『忠臣蔵』、2003年テレビ東京系ワイド時代劇『忠臣蔵〜決断の時』、2004年テレビ朝日系連続ドラマ『忠臣蔵』でそれぞれ用いられた）。このため、1996年版の放映後は、シリーズではないものの当作が「古田版・忠臣蔵」の第1作に位置付けられる作品となった。
本放送翌年の1991年12月、VHSビデオ2巻組がポニーキャニオンから発売された（レンタルも有）。このVHS版の生産終了以降は、DVDなど光ディスク版への移行・再発売がなかったことなどから、手軽な視聴は極めて困難となっていたが、CS時代劇専門チャンネルで再放送（2010年12月25日）されている。
忠臣蔵の原典である傑作歌舞伎『仮名手本忠臣蔵』から登場人物や挿話を取り入れた作品という特徴もあり、同作と関係の深い天野屋利兵衛や服部市郎右衛門の挿話が本作に取り込まれて描かれている。特に服部については、戦前の映画作品で大物客演俳優が演じていたこともあったが、戦後になってからは本作が初登場であった。

## 制作背景
1980年代後半以降、テレビ時代劇の活況もあって、忠臣蔵作品も様々な解釈を加えつつ、毎年のように各局で制作されていたが、本作はテレビドラマ版忠臣蔵に多い、映画会社への実質制作委託ではなく、フジテレビ単体で制作された忠臣蔵作品。
当作の企画に名を連ねたフジテレビプロデューサー・能村庸一は、予て、局のドラマ製作現場に、時代劇の制作技術・ノウハウが伝わりにくくなった現状を憂慮しており、時代劇の定番たる忠臣蔵作品なら、多くの名場面があり、幾つもの大規模なセットを必要とするため、制作すればあらゆる制作技術を学べることから、忠臣蔵作品を敢えて局単体で制作し、制作技術の継承やスタッフの育成、ノウハウの蓄積に繋げたいと、企画を進めたという。
先述通り撮影には大規模セットの制作が必須となることなどから、忠臣蔵作品には多額の制作費も必要となるが、制作当時は、バブル経済崩壊期ではあったものの、まだ体力のあったスポンサー企業からの恩恵もあってテレビ業界に資金面で潤いがあり、年末年始及び改編期の特別枠での時代劇制作も盛んで、このような背景から、能村には、現場に制作技術を伝えるなら、制作費も確保できる今しかないかもしれない、との判断もあったという。 
フジテレビ単体での制作のため、上記番組説明の通り、主演の仲代をはじめ、当時のフジテレビ時代劇で主演者として活躍していた俳優陣を主要出演者に迎えている。他にも客演格の夏八木勲、中村梅之助の他、高橋悦史、綿引勝彦、勝野洋、中村橋之助、江戸家猫八なども当時のフジ時代劇出演者であり、フジテレビ時代劇俳優陣の層の厚さが示された布陣となっていて、現在からは、当時のテレビ時代劇の活況ぶりを偲べるキャスティングともいえる。

## 出演

### 赤穂浪士
- 大石内蔵助：仲代達矢
- 大石主税：片桐光洋
- 片岡源五右衛門：高橋悦史
- 堀部弥兵衛：花沢徳衛
- 堀部安兵衛：地井武男
- 大高源五：益岡徹
- 岡野金右衛門：田中実
- 神崎与五郎：三ツ木清隆
- 磯貝十郎左衛門：高川裕也
- 小野寺十内：草薙幸二郎
- 吉田忠左衛門：鈴木瑞穂
- 原惣右衛門：松村彦次郎
- 貝賀弥左衛門：山崎満
- 不破数右衛門：綿引勝彦
- 武林唯七：勝野洋
- 矢頭右衛門七：吉岡秀隆
- 赤垣源蔵：渡辺謙

### 赤穂藩関係者
- 浅野内匠頭：中井貴一
- 瑤泉院(あぐり)：古手川祐子
- 戸田局：野際陽子
- 浅野大学：青山裕一
- 大野九郎兵衛：小林昭二
- 安井彦右衛門：南川直
- 藤井又左衛門：早川純一
- 萱野三平：新実
- 大石りく：山本陽子
- 大石くま：乙羽信子
- 大石吉千代：福原学（子役）
- 大石くう：吉沢梨絵（子役）
- 大石るり：山本奈々（子役）
- 矢頭なみ：樫山文枝
- 浮橋太夫：若村麻由美
- 天野屋利兵衛：北島三郎

### 吉良家関係者
- 吉良上野介：大滝秀治
- 清水一学：平泉成
- 上杉綱憲：三代目 中村橋之助[7]
- 色部又四郎：神山繁

### 幕府
- 脇坂淡路守：北大路欣也
- 柳沢出羽守：江原真二郎
- 梶川与惣兵衛：勝部演之
- 伊達左京亮：永野典勝
- 田村右京大夫：鈴木智
- 多門伝八郎：夏八木勲
- 土屋主税：古谷一行

### その他
- 宝井其角：下元勉
- 文吉：左とん平
- とき（文吉の妻）：浅利香津代
- 清兵衛：下川辰平
- お艶：南野陽子
- 岡島常樹：小林尚臣
- 平兵衛：ハナ肇
- お杉：小林聡美
- 重兵衛：三代目 江戸家猫八
- 塩山伊左衛門：西岡徳馬
- 垣見五郎兵衛：四代目 中村梅之助
- 服部市郎右衛門：二代目 中村吉右衛門
- 山本清
- 新田昌玄
- 佐々木梅治
- 小林尚臣
- 斉藤林子
- 真田健一郎
- 堀永子
- 嵯峨周平
- 内田勝康
- 松崎謙二
- 吉岡圭二
- 加藤正人
- 土門廣
- 大黒一生
- 湯浅謙太郎
- 戸沢佑介
- 山口純平
- 三川雄三
- 石黒正男
- 椎名茂
- 竹本純平
- 北村耕太郎
- 伊藤正博
- 大川ひろし
- 境賢一
- 馬塲信江
- 黒田隆哉
- 櫻片達雄
- 入鹿尊
- 中村吉三郎
- 中村吉次
- 手塚政雄
- 竹之内啓喜
- 卜字たかお
- 加藤新二
- 平川ひとし
- 武川信介
- 真鍋敏宏
- おやま克博
- 高橋豊
- 関篤
- 加世幸市
- 本田清隆
- 佐藤百起
- 大森一
- 谷津勲
- 真木仁
- 桝田徳寿
- 米窪聡
- 竹田春郎
- 北爪俊行
- 保科宏之
- 荒川智也
- 小林大介
- 小田島隆
- 伊藤昌一
- 阿部六郎
- 水森コウ太
- 加藤治
- 加藤正之
- 野村信次
- 明石良
- 森喜行
- 有村圭助
- 河原由安啓
- 船戸健行
- 三井善忠
- 安藤圭一
- 山本泰史
- 水口邦夫
- 伊達一也
- 松田直己
- 藤井京子
- 藤浪靖子
- 花田美樹
- 車邦秀
- 中村正人
- 村田暁信
- 葉山純四郎
- 千葉清次郎
- 竜輝和
- 黒田伊玖磨
- 和田英雄
- 今村一郎
- 平澤津誠
- 福永喜一
- 倉田直起
- 中本龍夫
- 山本隆仁
- 塩川健司
- 語り手：滝沢修

## スタッフ
- 企画：能村庸一、山田良明、前田和也、松木征二
- 脚本：古田求
- 監督：富永卓二
- プロデューサー：松下千秋、鈴木哲夫
- 音楽：佐藤勝
- 美術：松下朗
- 技術：堀田満之
- 撮影：森田修
- 照明：本間利明
- 美術プロデューサー：松尾嘉之、本田邦宏
- 美術進行：藤野栄治、林勇
- 美術助手：平林英二
- 大道具：加藤護
- 大道具組付：笠原良樹、横山英七
- 装飾：松岡本康、杉本多喜男、武田正邦
- 衣裳：萱田典弘、望月俊展、鈴木裕佳子
- メイク：小山徳美
- かつら：牧野勇、佐野則夫
- 結髪：柴田リツ子
- 床山：相見為幸
- 視覚効果：中山信男
- 電飾：鶴田光芳
- 生花装飾：阿部雅子
- 植木装飾：森慶申
- タイトル：川崎利治
- カメラ：福田紳一郎、板橋和也
- 音声：三井登、大河真、篠原康夫
- 映像：鎌倉恒夫、秋山広和
- 録画：山本米勝
- 音響効果：篠沢紀雄
- 編集：増田真理子
- VTR編集：小泉義明
- 照明助手：山本英夫、高橋次男、菅原昇、嶺岸一彦、西川真史、浅香勉、奈良芳男
- 撮影助手：先崎聡、中村亮介
- 題字：柳田青蘭
- 殺陣：林邦史郎
- 振付：花柳糸之
- 考証協力：名和弓雄
- 料理協力：永山久夫
- 書道協力：吉田陵洞
- 琴指導：山内喜美子
- 太鼓指導：伊藤芳男
- 畳協力：東京畳工業協同組合、畳職業訓練校
- 協力：兵庫県赤穂市
- ロケ協力：日光江戸村、会津若松観光協会、会津武家屋敷、赤穂市観光協会、赤穂大石神社、国宝 姫路城、国宝 彦根城、北口本宮冨士浅間神社、根津神社、京都・大覚寺、大本山随心院、総本山仁和寺、清水市観光協会、箕郷町役場
- 協力：渋谷ビデオスタジオ、東宝映像美術、大映スタジオ、生田スタジオ、東京アートビューロー、若駒プロ、花柳糸之社中、ジャック、早川プロ、エクラン社、劇団ひまわり、プレスト
- 広報：笠井渉三、上野澄明
- 写真：大原健二
- 助監督：加門幾生
- 制作主任：土肥裕二
- 記録：構木久子
- 演出助手：樋口徹、中西健二、洪福貴、関谷正征
- 制作助手：吉見精一、武田晃
- 監督補：菅光璽
- 制作著作：フジテレビジョン

## 内容等
描かれる場面としては、概要欄に記されている出来事の他、畳替え、内匠頭と脇坂淡路守の交友、内匠頭と片岡源五右衛門との最後の対面、大評定、矢頭右衛門七と母との別れ、山科の別れ、大石東下り、恋の絵図面取り、徳利の別れ、主君綱憲を諫止する色部又四郎など、長く親しまれてきた忠臣蔵の見せ場がたっぷり盛り込まれた作品となっている。
約3時間で2年間の出来事を描いていくためもあって、赤穂浪士たちの動向を中心に物語は展開するが、赤穂浪士たちの仇討ちを警戒した吉良方の動向として、上野介の長男が養子入りして（上杉綱憲）当主を務めていた上杉家主導による“吉良邸防衛作戦”も描かれた（吉良家は儀式を司るよう定められていた家であり、警護目的に殆ど武力を持っていなかった事情もある）。作戦の司令塔は色部又四郎で、清水一学（当作では当初から色部の配下との設定と思われる）が色部の意を受けて吉良邸に現場指揮官として派遣され、上野介の警護団を組織する設定となっている。
当作では主要出演者表を登場順の形式とし、本編開始直後の赤穂の海岸に仲代の出演場面を描いて、仲代の名を主演者としてクレジットトップに配置、最終場面に登場する服部を演じた中村吉右衛門をトメに配置して、吉右衛門の客演に敬意を表する形となっている。
本作で語りを務めたのは、吉良役者としても著名だった名優・滝沢修（本放送同時85歳）。本作での語りが映像作品での最後の仕事となり、以後は、長年中心俳優として活躍してきた劇団民藝での舞台出演（1996年まで）および舞台演出（1997年まで）に専念、2000年6月22日午前11時51分に逝去している。